# Pernod Ricard

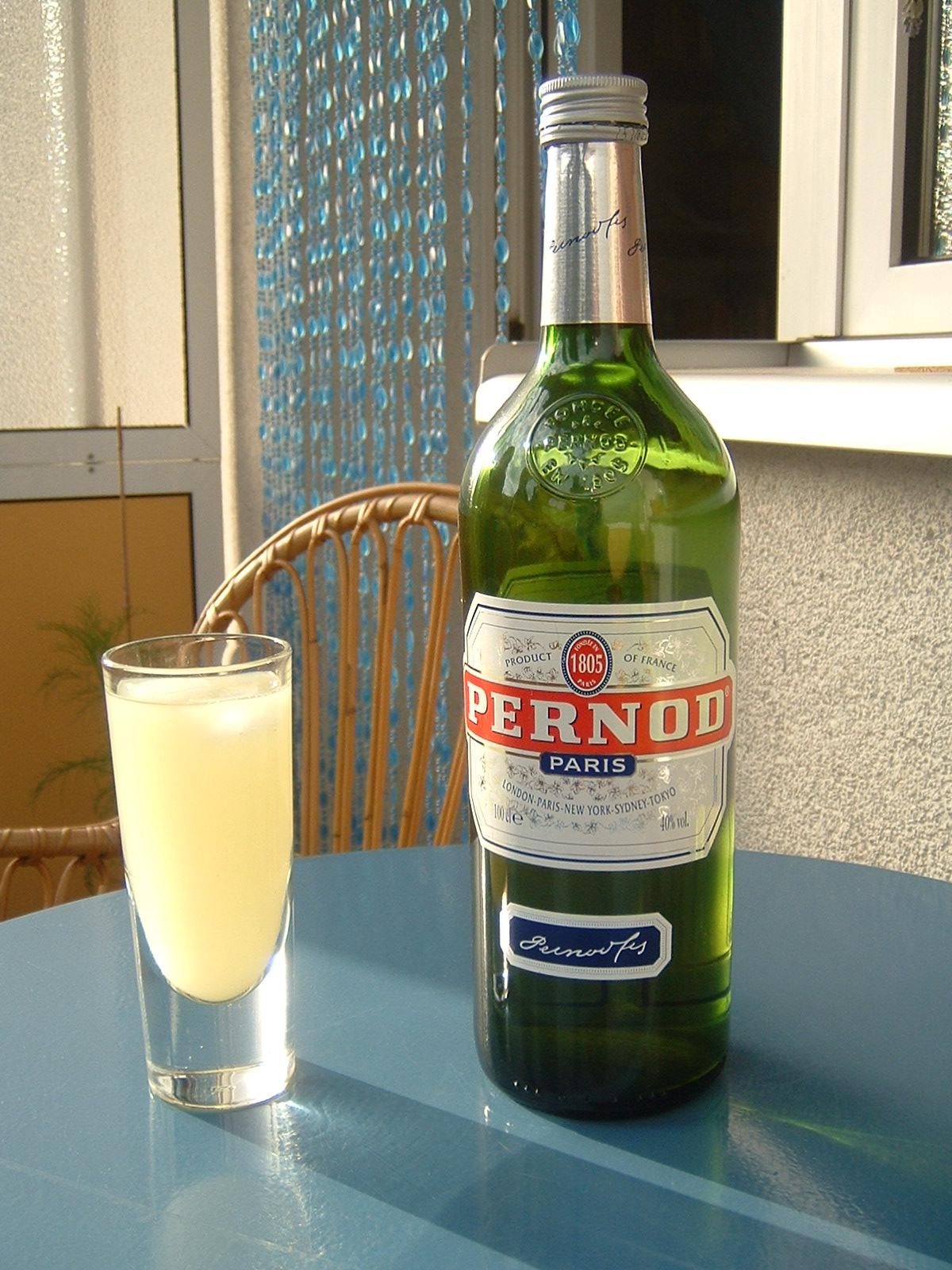
Egy pohár Pernod, vízzel és jéggel elkészítve

A Pernod Ricard egy francia, szeszesitalokat gyártó cég. Legismertebb termékei a Pernod ánizslikőr és a Ricard pastis.
A Pernod Ricard egyik elődje az abszintjáról híres Maison Pernod Fils-ből alakult újjá, miután az abszintot 1909–1914 közt minden olyan országban betiltották, ahol népszerű volt. A cég sokáig ánizslikőrök gyártásával foglalkozott, ma pedig nemzetközi konglomerátum, mely több jelentős szeszesital-gyártó céget is felvásárolt.
A cég a pastis egyéb fajtáit is gyártja, valamint múltjára való tekintettel piacra dobta a Pernod aux extraits d'absinthe-ot, mely a francia italcímkézési gyakorlatban abszintot jelent, és a korábbi absinthe elnevezés tilalmát kerülte meg. Független kritikusok szerint azonban ez az ital a Pernod ánizslikőr egy változata, és csak ánizsos-kesernyés jellegében hasonlít a korabeli Pernod Fils abszintra.

## Története

### Pernod
A Pernod Fils a 19. század legnépszerűbb abszintmárkája volt, egészen az ital 1915-ös franciaországi betiltásáig. Mint minden minőségi abszintot, a Pernod Fils-t is növényi hozzávalók alkoholba áztatásával, majd lepárlásával készítették. A színtelen párlat egy részét további áztatással ízesítették, az így kapott zöld ázatot pedig visszakeverték a párlatba, majd az egészet legtöbbször 68% alkoholtartalmúra hígították. A kor népszerű abszintjaihoz hasonlóan ez a márka is borpárlatból és mindössze hat növényi összetevőből készült: fehér üröm, ánizs- és római édeskömény-termés, citromfű, bárányüröm és izsóp. A „Belle Époque” idején a Pernod Fils az abszint szinonimája volt; ez a márka képviselte azt a minőségi normát, ami alapján a többi abszintot megítélték. Ez a hozzáállás a mai absintheuröket is gyakran jellemzi, ugyanis kis mennyiségben ma is hozzáférhetők kora 20. századi Pernod Fils abszintok.
A Pernod Fils márkanév egészen az 1980-as évekig használatban maradt a Pernod ánizslikőrökön és a spanyolországi leányvállalat abszintjain, illetve a mai Pernod likőr címkéjén kézírással jelenik meg.
- 1797 – Daniel Henri Dubied abszintfőzdét nyit a svájci Couvet-ben, ahol Henri-Louis Pernod-t, egy frankofón svájci szeszfőzőt alkalmaz.
- 1805 – Henri-Louis Pernod megalapítja a Maison Pernod Fils-t (a köztudatban Pernod Fils) a kelet-franciaországi Franche-Comté régióban található Pontarlier-ben, és elkezdi az abszintként ismert ánizsízű szeszesital gyártását.
- 1850 – Henri-Louis Pernod meghal.
- 1871 – Párizs közelében létrejön az Hémard Szeszfőzde.
- 1872 – Avignon-ban megnyílik a Société Pernod Père & Fils.
- 1915 – Franciaországban betiltják az abszint gyártását és fogyasztását. A legtöbb abszintfőzde más alternatívát keres, majd különböző ánizsos szeszek gyártásába kezd, amelyek közül a pastis válik az egyik legnépszerűbbé. A Pernod emellett a Katalóniai Banus szeszfőzdében az 1970-es évekig folytatja az abszintgyártást is, mert Spanyolországban az abszint legális marad.[5]
- 1926 – A három franciaországi vállalat egyesül Les Établissements Pernod néven.
- 1951 – Megindul a Pastis 51 gyártása.
- 1965 – A Distillerie Rousseau, Laurens et Moureaux átvétele, mely 1889 óta gyártja a Suze keserűlikőrt.

### Ricard
- 1932 – Paul Ricard megalapítja a Ricard-t Marseille-ben, és „Ricard, le vrai pastis de Marseille”-nek címkézett ánizslikőrje hamarosan Franciaország legnépszerűbb long drinkjévé válik.
- 1940 – A Vichy-kormány betiltja a pastis gyártását.
- 1944 – A pastis ismét legális.
- 1968 – Paul Ricard nyugdíjba vonul. 1978-ban fia, Patrick lesz az új vezérigazgató.

### Pernod Ricard

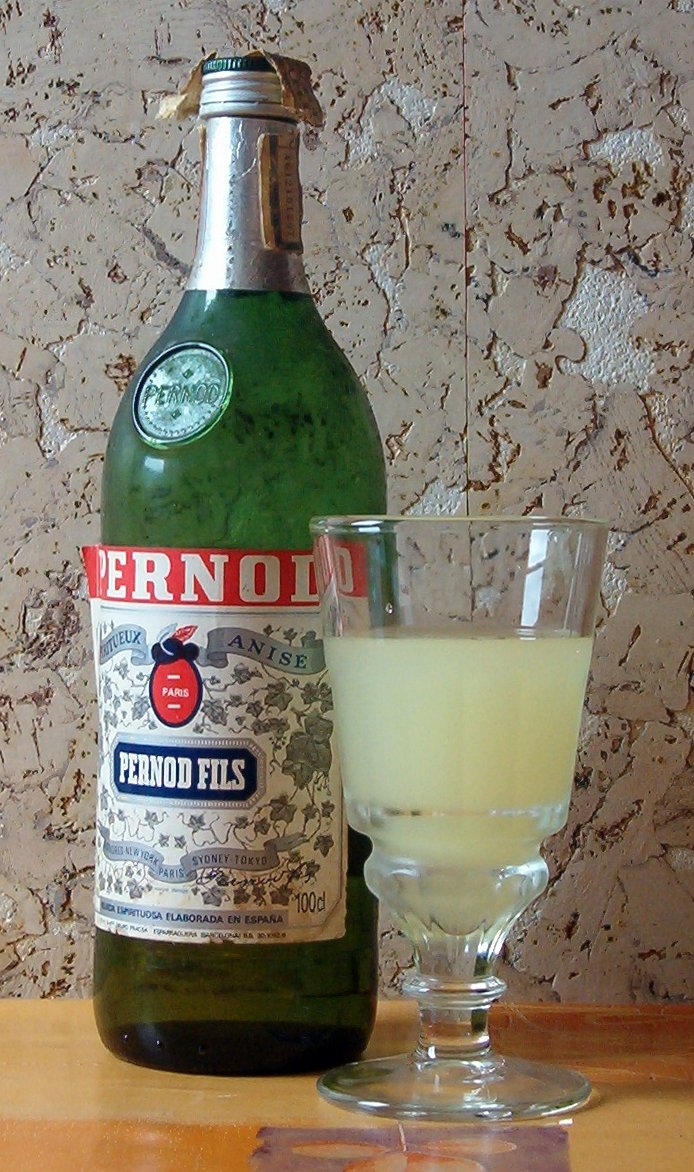
A mai Pernod ánizslikőr egy korábbi, cukrozatlan változata a késő 1970-es évekből

- 1975 – A két régi rivális, a Pernod és a Ricard egyesül. Megalapítják a Pernod Ricard S.A.-t (részvénytársaságot).
- 1988 – A Pernod Ricard megszerzi az Irish Distillerst (termékük pl. a Jameson ír whisky).
- 1989 – A Pernod Ricard megszerzi az Orlando Wyndhamet (a Jacob's Creek készítői).
- 1993 – A Pernod Ricard kubai cégekkel együttműködve létrehozza a Havana Club Internationalt.
- 2001 – A Pernod Ricard megvásárolja a Seagram's Wines and Spirits üzletének 38%-át.
- 2005 – A Pernod Ricard megvásárolja az Allied Domecqet.
- 2008 – A Pernod Ricard megvásárolja a V&S Groupot a svéd kormánytól (termékük pl. az Absolut Vodka.[6]

## Termékek
A Pernod Ricard világszerte sok italmárka tulajdonosa.
- Ararat (örmény brandy)
- Royal Salute whisky (skót whisky)
- Chivas Regal (skót whisky)
- The Glenlivet (single malt skót whisky)
- Jameson (ír whisky)
- Seagram's Gin
- Pernod aux extraits d'absinthe, Pernod Absinthe Recette Traditionelle
- Luksusowa (lengyel burgonyavodka)
- Absolut vodka
- Wyborowa (vodka)
- Ricard (pastis)
- 51 (pastis)
- Martell (cognac)
- Jacob's Creek (bor)
- Pernod (ánizslikőr)
- Zoco (pacharán; spanyol kökénylikőr)
- Becherovka (bitter)
- DITA (licsi-likőr)
- Havana Club (rum)
- Olmeca Tequila

2005. július 26-án a korábbi Allied Domecq termékeivel bővült portfóliójuk:
- Ballantine’s (skót whisky)
- Kahlúa (kávélikőr)
- Malibu (kókuszízesítésű fehérrum)
- Beefeater Gin
- Tia Maria (kávélikőr)
- Mumm (pezsgő)
- Perrier-Jouët (pezsgő)

Az Allied Domecq egyéb termékei közül a Stolichnaya vodka mára a William Grant & Sons tulajdona lett, a többit pedig a Lincolnshire-i (Illinois, USA) Fortune Brands vette át. A megállapodás értelmében a Maker's Mark bourbon whisky is a Fortune Brandshoz került.

## Fontosabb leányvállalatok
- Pernod Ricard Pacific (Ausztrália) – az Orlando Wines (termékük a Jacob's Creek bor) és a Wyndham Estate tulajdonosa.
- Pernod Ricard NZ – a Montana Wines tulajdonosa.
- Corby Distilleries – Kanadai leányvállalat; a Wiser's whisky és Lamb's rum tulajdonosa.
- Pernod Ricard Rouss – oroszországi leányvállalat.
- Irish Distillers – írországi leányvállalat
- Pernod Ricard Hungary – magyarországi leányvállalat

## Fordítás
- Ez a szócikk részben vagy egészben a Pernod Richard című angol Wikipédia-szócikk fordításán alapul.  Az eredeti cikk szerkesztőit annak laptörténete sorolja fel. Ez a jelzés csupán a megfogalmazás eredetét és a szerzői jogokat jelzi, nem szolgál a cikkben szereplő információk forrásmegjelöléseként.
- Ez a szócikk részben vagy egészben a Pernod Fils című angol Wikipédia-szócikk fordításán alapul.  Az eredeti cikk szerkesztőit annak laptörténete sorolja fel. Ez a jelzés csupán a megfogalmazás eredetét és a szerzői jogokat jelzi, nem szolgál a cikkben szereplő információk forrásmegjelöléseként.